# Christian Michael Wolff
Christian Michael Wolff (ur. 1709 w Szczecinie, zm. 3 stycznia 1789 tamże) – organista, pianista i kompozytor. Jeden z głównych organizatorów koncertów w 2. połowie XVIII w. w rodzinnym mieście, sam również je dawał. Nauczyciel gry na klawiszowych instrumentach strunowych dzieci mieszczan szczecińskich.